# I. e. 289
Évszázadok: i. e. 4. század – i. e. 3. század – i. e. 2. század
Évtizedek: i. e. 330-as évek – i. e. 320-as évek – i. e. 310-es évek – i. e. 300-as évek – i. e. 290-es évek – i. e. 280-as évek – i. e. 270-es évek – i. e. 260-as évek – i. e. 250-es évek – i. e. 240-es évek – i. e. 230-as évek
Évek: i. e. 294 – i. e. 293 – i. e. 292 – i. e. 291 –  i. e. 290 – i. e. 289 – i. e. 288 – i. e. 287 – i. e. 286 – i. e. 285 – i. e. 284

## Események

### Görögország
- Pürrhosz kihasználva Démétriosz makedón király betegségét, betör birodalmába. Legyőzi hadvezérét, Pantaukhoszt és ötezer foglyot ejt. Ezután elfoglalja Edesszát, a régi makedón fővárost, de miután Démétriosz felgyógyul, kiűzi Pürrhoszt Makedóniából.

### Itália
- Meghal Agathoklész, a szicíliai Szürakuszai türannosza, aki halálos ágyán visszaállítja a demokratikus alkotmányt és nem jelöli ki egyik fiát sem utódjául. Ezután Hiketasz veszi át a hatalmat. Az Agathoklészt szolgáló zsoldosok (a Mamertinusok) egy része Messzénébe távozik és hatalmukba kerítik a várost.
- Rómában Marcus Valerius Maximus Corvust és Quintus Caedicius Noctuát választják consulnak.

## Halálozások
- Agathoklész, szürakuszai zsarnok
- Menciusz, kínai filozófus

## Fordítás
- Ez a szócikk részben vagy egészben  a(z)   289 v. Chr. című német Wikipédia-szócikk ezen változatának fordításán alapul.  Az eredeti cikk szerkesztőit annak laptörténete sorolja fel. Ez a jelzés csupán a megfogalmazás eredetét és a szerzői jogokat jelzi, nem szolgál a cikkben szereplő információk forrásmegjelöléseként.